# Alexandra Gjestvang

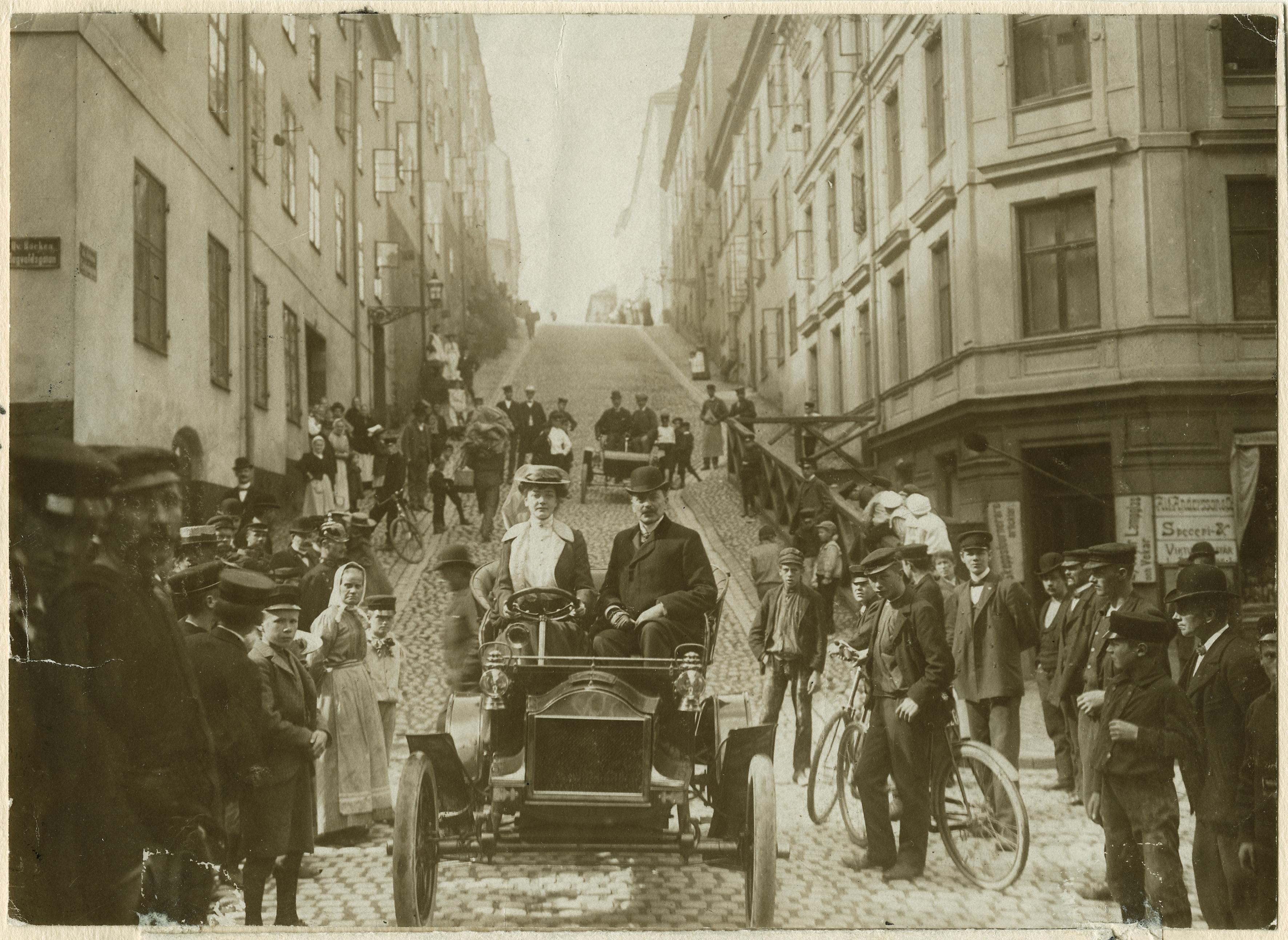
Porträtt av Alexandra Gjestvang (med sin far bredvid sig), cirka 1907, vid styrspaken av sin Oldsmobile 1904, nedanför Besvärsbacken.

Augusta Alexandra Gjestvang, gift Lindh, född 10 september 1882 i Stavanger, död 17 augusti 1939 i Oscars församling i Stockholm, var en svensk företagare,  Stockholms första kvinnliga bilist, tävlingsförare och en av de första kvinnorna som tog körkort i Sverige.

## Familj
Alexandra Gjestvang föddes i Stavanger som dotter till Anna Gjestvang, född Kleiberg (1859–1940) och Even Christian Gjestvang (1853–1932). Hon var parets enda barn. År 1890 flyttade de till Stockholm där fadern blev generalkonsul. År 1903 blev han Sveriges första bilhandlare när han grundade Gjestvang & Co.
Alexandra Gjestvang gifte sig 20 juli 1908 i Jacobs kyrka i Stockholm med löjtnant Georg Lindh (1876–1928), född i Värmland. Tillsammans fick de sonen Bo Lindh (1909–1982), som blev bilhandlare och konstsamlare.

## Biografi
I maj 1903 arrangerades den första automobilutställningen i Sverige, där Alexandra och hennes far kom att fascineras över detta nya färdmedel. Snart därefter började hon som första kvinna i Stockholm att köra bil – en Oldsmobile – och ungefär samtidigt övertog hennes far generalagenturen för ett antal internationella automobilfirmor.
1904 deltog hon i en Parcifal i Sveriges första biltävling som gick 17 mil mellan Stockholm och Uppsala, tur och retur. I Väsby inträffade en olycka och en medtävlande bröt armen och fick hjärnskakning. Gjestvangs ekipage var det som anlände direkt efter olyckan. Bilen avbröt då loppet och hjälpe mannen till sjukhus i sin bil. När de senare skulle återta loppet gick bilen sönder varför Gjestvang aldrig kom i mål. Hon deltog tidigt i internationella tävlingar.
Den 29 september 1905 var hon med och grundade "Stockholms kvinnliga fäktningsklubb". Omkring 1907 tog hon Kompetensbevis för bilkörning, vilket är som dagens körkort. I provet ingick bland annat att ta sig över den branta "Besvärsbacken" (numera Brännkyrkagatan) på Södermalm i Stockholm.

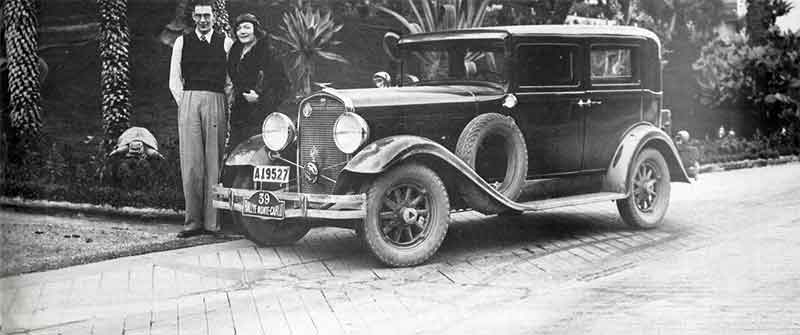
Alexandra och Bo Lindh efter deras lopp i Monte Carlo-rallyt 1932, bredvid den Hudson som de körde i loppet.

Under 1920- och 1930-talen deltog hon i mängder med biltävlingar på i Sverige och internationellt. Så sent som 1932 körde hon och sonen Bo Monte Carlo-rallyt i en Hudson. De placerade sig på åttonde plats och blev enda svenskt ekipage som hamnade på prislistan.
År 1930 studerade hon biltillverkning och bilförsäljning i USA och Frankrike. År 1931 anställdes hon i faderns företag, 1934 blev hon försäljningschef och 1936 verkställande direktör.[källa behövs]
Alexandra Lindh dog 1939, nästan 57 år gammal. Hennes urna står i kolumbariet vid Gustav Vasa kyrka, i samme nisch som hennes föräldrars urnor.
Till hennes minne anordnas varje år av Automobilhistoriska klubben ett damrally med enbart kvinnliga deltagare.